# Chiesa di San Giovanni Evangelista (Guidonia Montecelio)
La chiesa di San Giovanni Evangelista è la parrocchiale di Montecelio, frazione del comune sparso di Guidonia Montecelio, in città metropolitana di Roma Capitale e diocesi di Tivoli; fa parte della seconda vicaria.

## Storia
L'originaria chiesa monticellese, avente il titolo di San Giovanni in Forcella, sorse presumibilmente tra il Quattro e il Cinquecento.
All'inizio del XVIII secolo questa struttura, dal momento versava in pessime condizioni, venne demolita e nel 1705 fu posta la prima pietra della nuova parrocchiale barocca; l'edificio, disegnato dal romano Filippo Leti, venne portato a termine nel 1710 e consacrato il 16 novembre di quell'anno dal vescovo di Tivoli Antonio Fonseca.
Nell'Ottocento la chiesa fu abbellita con la realizzazione dei dipinti delle pareti; nel 1991, in ossequio alle norme postconciliari, si provvide a realizzare il nuovo altare rivolto verso l'assemblea.

## Descrizione

### Facciata
La facciata della chiesa, rivolta a nordest e coronata dal frontone triangolare, è suddivisa da una cornice marcapiano in due registri, entrambi scanditi da lesene; al centro si apre il portale maggiore timpanato e sopra un finestrone, mentre sulle due ali laterali, caratterizzate dagli ingressi secondari e da due finestre, si impostano i campanili, le cui celle, a base circolare, sono coronate da cupole.

### Interno
L'interno dell'edificio si compone di una navata unica, coperta da una volta a botte lunettata scandita in tre campate; dai fianchi, suddivisi da lesene corinzie a sostegno del cornicione perimetrale, si affacciano attraverso arcate a tutto sesto tre cappelle per lato, coronate da volte a vela e, a eccezione della seconda di destra, interamente decorate con affreschi realizzati da Michelangelo Cianti nel XIX secolo.
Al termine dell'aula si sviluppa il presbiterio, che ospita l'altare maggiore a mensa; l'ambiente è coperto da una volta lunettata riccamente ornata con dipinti del Cianti, che proseguono nell'abside semicircolare sul catino e sulle pareti scandite da lesene in marmo.